# Cyprinion microphthalmum
Cyprinion microphthalmum là một loài cáy vây tia trong chi Cyprinion. Loài này có một phân loài Cyprinion microphthalmum microphthalmum.

## Cước chú
- Ranier Froese và Daniel Pauly (chủ biên). Thông tin Cyprinion microphthalmum trên FishBase. Phiên bản tháng 10 năm 2024.